# Champs-Romain
Pour les articles homonymes, voir Champs.
Champs-Romain est une commune française située dans le département de la Dordogne, en région Nouvelle-Aquitaine.
Elle est intégrée au parc naturel régional Périgord-Limousin.

## Géographie

### Généralités
Dans le nord du département de la Dordogne, dans le Nontronnais, la commune de Champs-Romain est bordée par la Dronne.
Traversé par la route départementale (RD) 83, le bourg de Champs-Romain est situé, en distances orthodromiques, cinq kilomètres au nord-nord-est de Saint-Pardoux-la-Rivière et neuf kilomètres à l'est de Nontron.
Le territoire communal est également desservi par les RD 79, 85 et 96.

### Communes limitrophes
Champs-Romain est limitrophe de quatre autres communes. À l'ouest, le territoire de Nontron est distant d'environ 25 mètres.
|                     | Abjat-sur-Bandiat        |                        |
| Savignac-de-Nontron | Champs-Romain            | Saint-Saud-Lacoussière |
|                     | Saint-Pardoux-la-Rivière |                        |

### Géologie et relief

#### Géologie
Situé sur la plaque nord du Bassin aquitain et bordé à son extrémité nord-est par une frange du Massif central, le département de la Dordogne présente une grande diversité géologique. Les terrains sont disposés en profondeur en strates régulières, témoins d'une sédimentation sur cette ancienne plate-forme marine. Le département peut ainsi être découpé sur le plan géologique en quatre gradins différenciés selon leur âge géologique. Champs-Romain est dans le gradin extrême nord-est que constitue le dernier contrefort du Massif central, avec des roches cristallines formées à l'ère primaire, antérieurement au Carbonifère.
Les couches affleurantes sur le territoire communal sont constituées de formations superficielles du Quaternaire datant du Cénozoïque et de roches sédimentaires du Mésozoïque et du Paléozoïque, ainsi que de roches métamorphiques et magmatiques. La formation la plus ancienne, notée ξ1, se compose de micaschistes lamelleux à deux micas, parfois grenats et silicates d'alumine (groupe de la Dronne, Néoprotérozoïque à Cambrien). La formation la plus récente, notée Fy3-z, fait partie des formations superficielles de type alluvions subactuelles à actuelles. Le descriptif de ces couches est détaillé dans  les feuilles « no 711 - Châlus » et « no 735 - Thiviers » de la carte géologique au 1/50 000 de la France métropolitaine, et leurs notices associées,.

Carte géologique de Champs-Romain.

#### Relief et paysages
Le département de la Dordogne se présente comme un vaste plateau incliné du nord-est (491 m, à la forêt de Vieillecour dans le Nontronnais, à Saint-Pierre-de-Frugie) au sud-ouest (2 m à Lamothe-Montravel). L'altitude du territoire communal varie quant à elle entre 155 m et 344 m,.
Dans le cadre de la Convention européenne du paysage entrée en vigueur en France le 1er juillet 2006, renforcée par la loi du 8 août 2016 pour la reconquête de la biodiversité, de la nature et des paysages, un atlas des paysages de la Dordogne a été élaboré sous maîtrise d’ouvrage de l’État et publié en octobre 2020. Les paysages du département s'organisent en huit unités paysagères et 14 sous-unités. La commune est dans l'unité paysagère du « Périgord limousin » qui correspond à la région naturelle du Nontronnais. Ce territoire forme un plateau collinaire aux pentes douces et sommets arasés, d’altitude moyenne autour des 300 m dont le point culminant est également celui de la Dordogne. Ce plateau cristallin est vallonné et dominé par les prairies aux horizons boisés. Il est entaillé de vallées profondes aux versants forestiers,.
La superficie cadastrale de la commune publiée par l'Insee, qui sert de référence dans toutes les statistiques, est de 20,33 km2,,. La superficie géographique, issue de la BD Topo, composante du Référentiel à grande échelle produit par l'IGN, est quant à elle de 20,75 km2.

### Hydrographie

#### Réseau hydrographique
La commune est située pour partie dans le bassin de la Dordogne et pour partie dans   le bassin versant de la Charente au sein du Bassin Adour-Garonne. Elle est drainée par la Dronne, le Manet, le ruisseau de la Malincourie, le ruisseau de Lachenaud, le ruisseau de la Grandmère, et par divers petits cours d'eau, qui constituent un réseau hydrographique de 36 km de longueur totale,.
La Dronne, d'une longueur totale de 200,56 km, prend sa source dans la Haute-Vienne dans la commune de Bussière-Galant et se jette en rive droite de l'Isle — dont elle est le principal affluent — à Coutras en Gironde, au lieu-dit la Fourchée, face à la commune de Sablons,. Elle borde intégralement la commune au sud sur plus de cinq kilomètres et demi, face à Saint-Saud-Lacoussière et Saint-Pardoux-la-Rivière.
Son affluent de rive droite le ruisseau de la Malincourie marque la limite communale au sud-est sur près de deux kilomètres et demi face à Saint-Saud-Lacoussière.
Autre affluent de rive droite de la Dronne, le ruisseau de Lachenaud sert de limite territoriale au sud-ouest sur plus de deux kilomètres et demi face à Saint-Pardoux-la-Rivière.
Son affluent de rive gauche le Manet traverse la commune du nord-est au sud-ouest sur près de huit kilomètres et demi.
Affluent de rive droite du Manet, le ruisseau de la Grand-Mère, ou de la Grand-Mère,  prend sa source dans l'ouest du territoire communal qu'il baigne sur plus d'un kilomètre et demi.

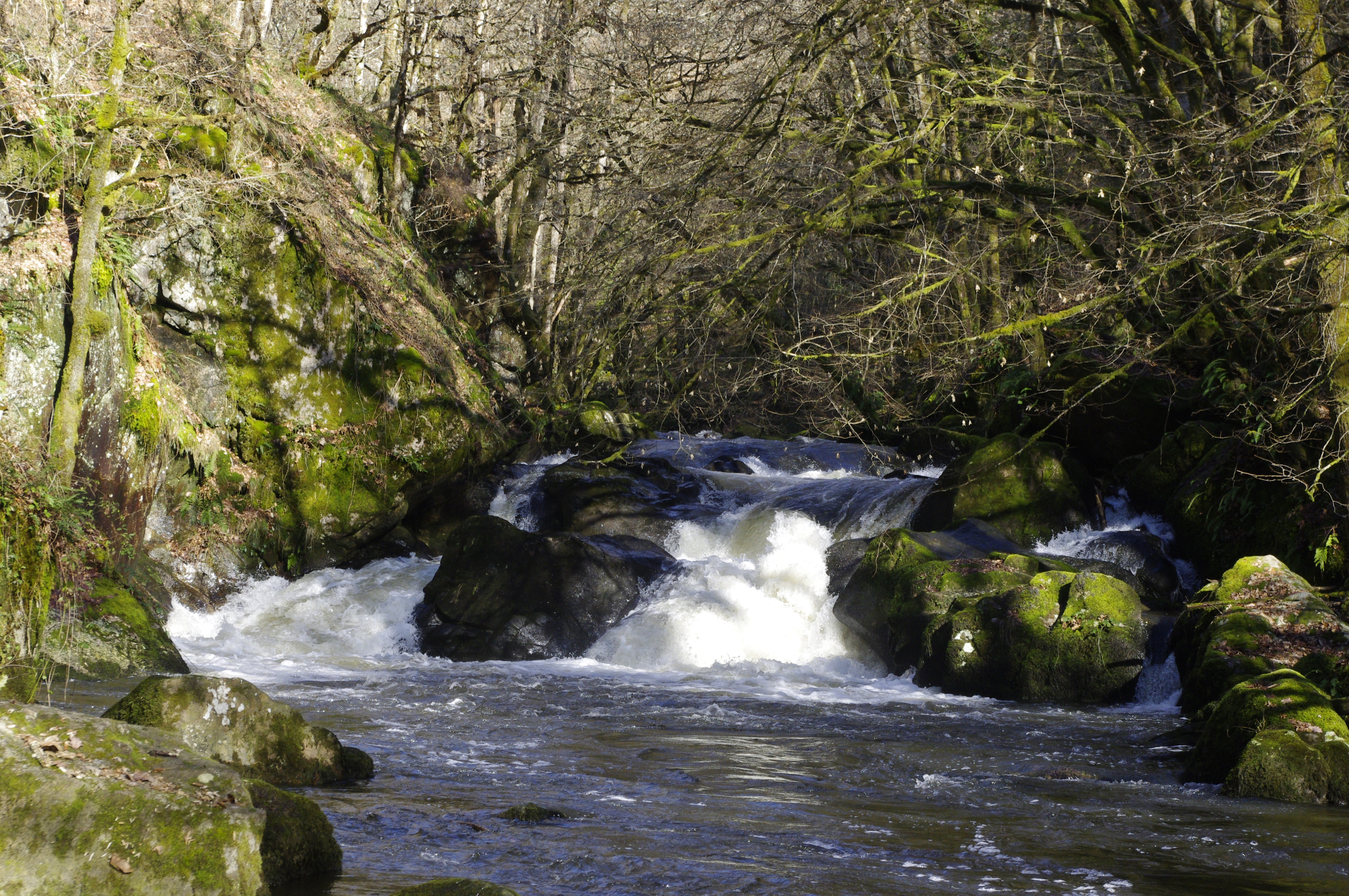
La cascade du Saut du Chalard sur la Dronne, en limite de Champs-Romain et de Saint-Saud-Lacoussière.
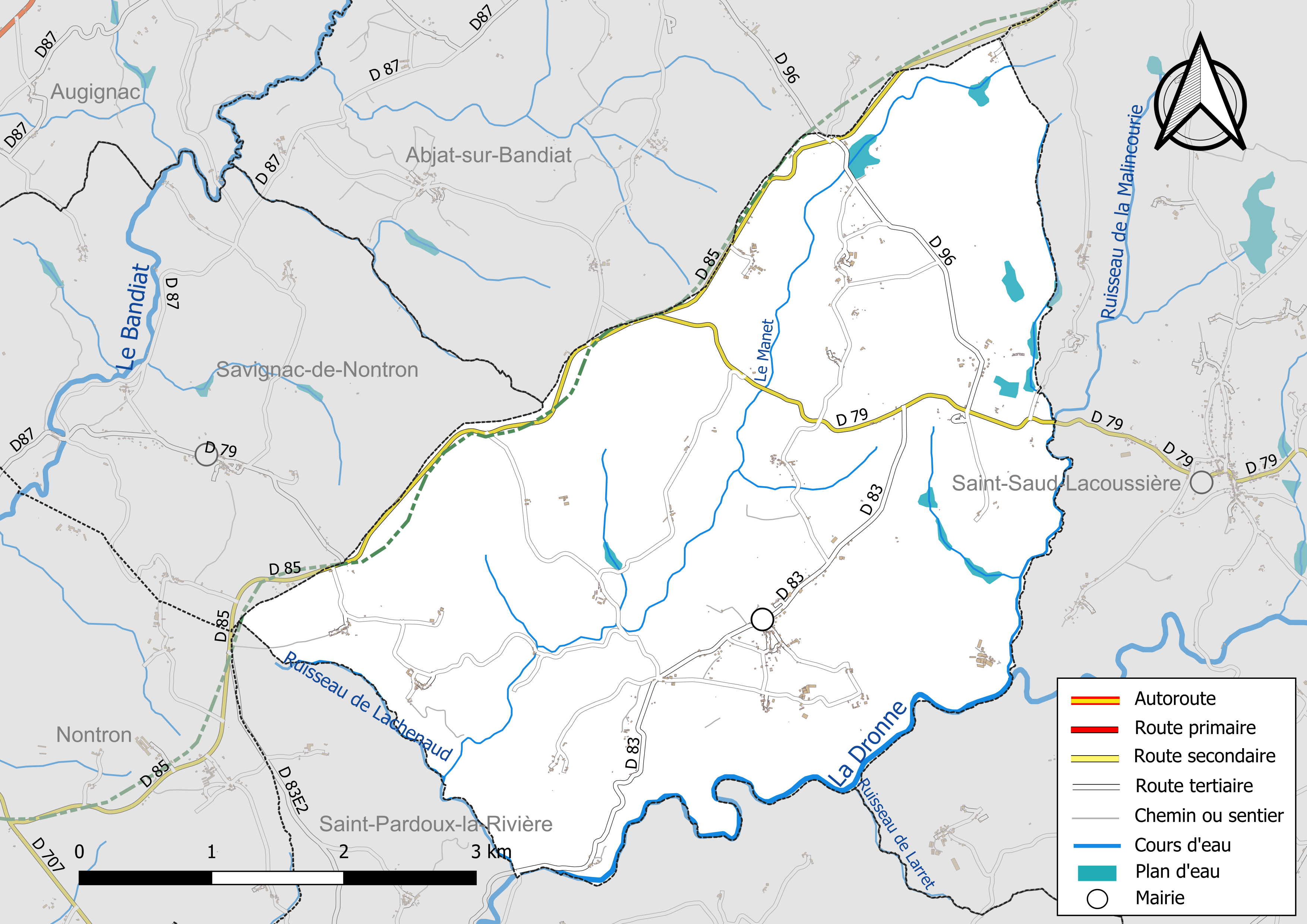
Réseaux hydrographique et routier de Champs-Romain.
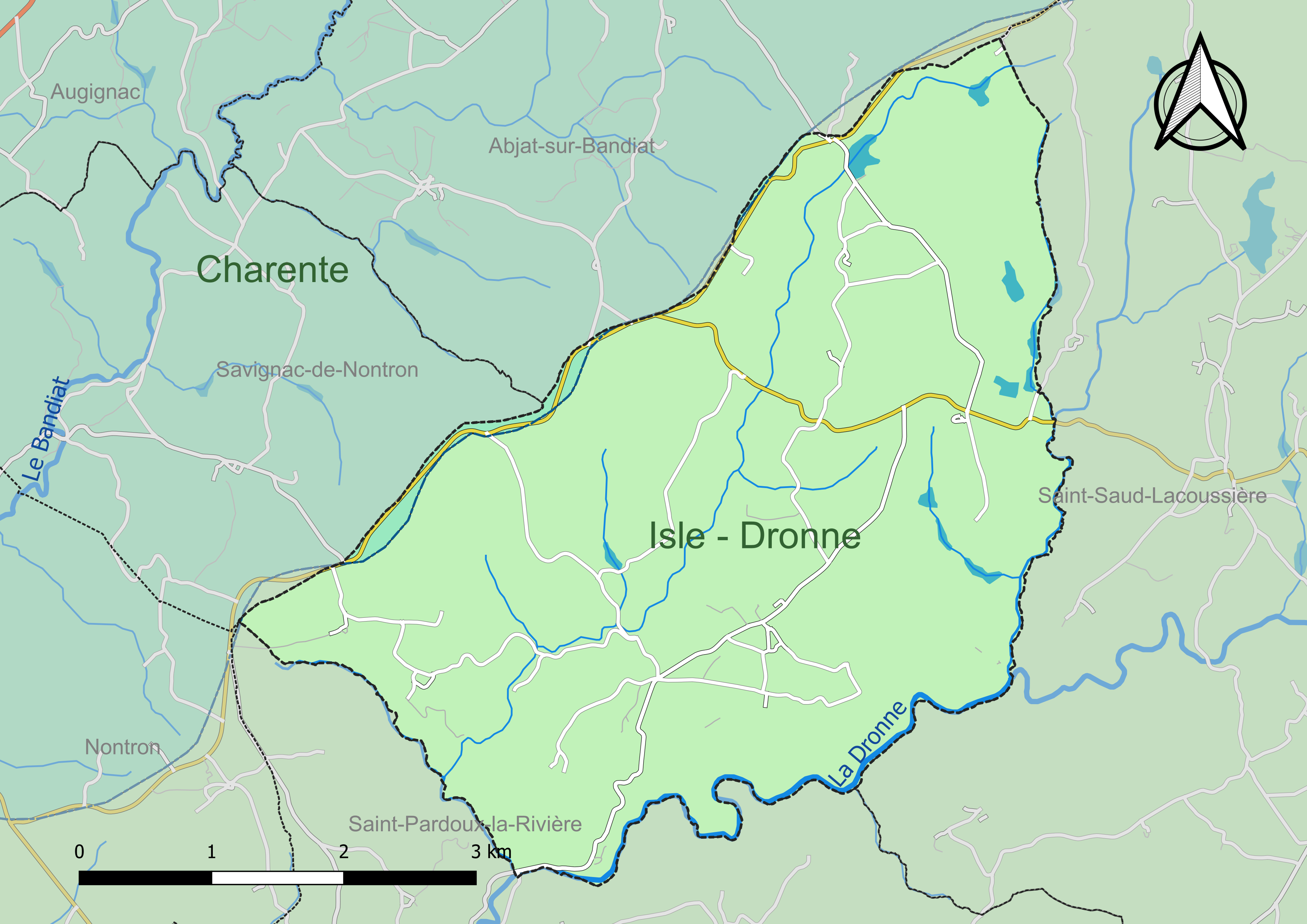
Carte des schémas d'aménagement et de gestion des eaux (SAGE) couvrant le territoire communal de Champs-Romain.

#### Gestion et qualité des eaux
Le territoire communal est couvert par les schémas d'aménagement et de gestion des eaux (SAGE) « Charente » et « Isle - Dronne ». Le SAGE « Charente », dont le territoire correspond au bassin de la Charente, d'une superficie de 9 300 km2, a été approuvé le 19 novembre 2019. La structure porteuse de l'élaboration et de la mise en œuvre est l'établissement public territorial de bassin Charente. Le SAGE « Isle - Dronne », dont le territoire regroupe les bassins versants de l'Isle et de la Dronne, d'une superficie de 7 500 km2, a été approuvé le 2 août 2021. La structure porteuse de l'élaboration et de la mise en œuvre est l'établissement public territorial de bassin de la Dordogne (EPIDOR). Ils définissent chacun sur leur territoire les objectifs généraux d’utilisation, de mise en valeur et de protection quantitative et qualitative des ressources en eau superficielle et souterraine, en respect des objectifs de qualité définis dans le troisième SDAGE  du Bassin Adour-Garonne qui couvre la période 2022-2027, approuvé le 10 mars 2022.
La quasi-totalité du territoire communal dépend du SAGE Isle - Dronne. Seule une mince bande à l'ouest, le long de la RD 85, en limite de Savignac-de-Nontron est rattachée au SAGE Charente.
La qualité des eaux de baignade et des cours d’eau peut être consultée sur un site dédié géré par les agences de l’eau et l’Agence française pour la biodiversité.

### Climat
Pour des articles plus généraux, voir Climat de la Nouvelle-Aquitaine et Climat de la Dordogne.
Historiquement, la commune est dans une zone de transition entre les climats océaniques aquitain et limousin.  
En 2020, Météo-France publie une typologie des climats de la France métropolitaine dans laquelle la commune est exposée à un climat océanique altéré et est dans la région climatique  Aquitaine, Gascogne, caractérisée par une pluviométrie abondante au printemps, modérée en automne, un faible ensoleillement au printemps, un été chaud (19,5 °C), des vents faibles, des brouillards fréquents en automne et en hiver et des orages fréquents en été (15 à 20 jours).
Pour la période 1971-2000, la température annuelle moyenne est de 11,8 °C, avec  une amplitude thermique annuelle de 14,7 °C. Le cumul annuel moyen de précipitations est de 1 089 mm, avec 13,7 jours de précipitations en janvier et 7,9 jours en juillet. Pour la période 1991-2020, la température moyenne annuelle observée sur la station météorologique de Météo-France la plus proche, sur la commune de Saint-Martin-de-Fressengeas à 11 km à vol d'oiseau, est de 12,4 °C et le cumul annuel moyen de précipitations est de 1 050,4 mm,. 
La température maximale relevée sur cette station est de 38,9 °C, atteinte le 7 août 2020 ; la température minimale est de −11,8 °C, atteinte le 9 février 2012.
Pour afficher une liste d’indicateurs climatiques caractérisant la commune aux horizons 2030, 2050 et 2100 et pouvoir ainsi s'adapter aux changements climatiques, entrer son nom dans Climadiag-commune, un site de Météo-France élaboré à partir des nouvelles projections climatiques de référence DRIAS-2020.

## Urbanisme

### Typologie
Au 1er janvier 2024, Champs-Romain est catégorisée commune rurale à habitat très dispersé, selon la nouvelle grille communale de densité à 7 niveaux définie par l'Insee en 2022.
Elle est située hors unité urbaine et hors attraction des villes,.

### Occupation des sols
L'occupation des sols de la commune, telle qu'elle ressort de la base de données européenne d’occupation biophysique des sols Corine Land Cover (CLC), est marquée par l'importance des territoires agricoles (51,2 % en 2018), une proportion sensiblement équivalente à celle de 1990 (51,5 %). La répartition détaillée en 2018 est la suivante : 
forêts (48,8 %), zones agricoles hétérogènes (25,7 %), prairies (20 %), terres arables (5,5 %). L'évolution de l’occupation des sols de la commune et de ses infrastructures peut être observée sur les différentes représentations cartographiques du territoire : la carte de Cassini (XVIIIe siècle), la carte d'état-major (1820-1866) et les cartes ou photos aériennes de l'IGN pour la période actuelle (1950 à aujourd'hui).

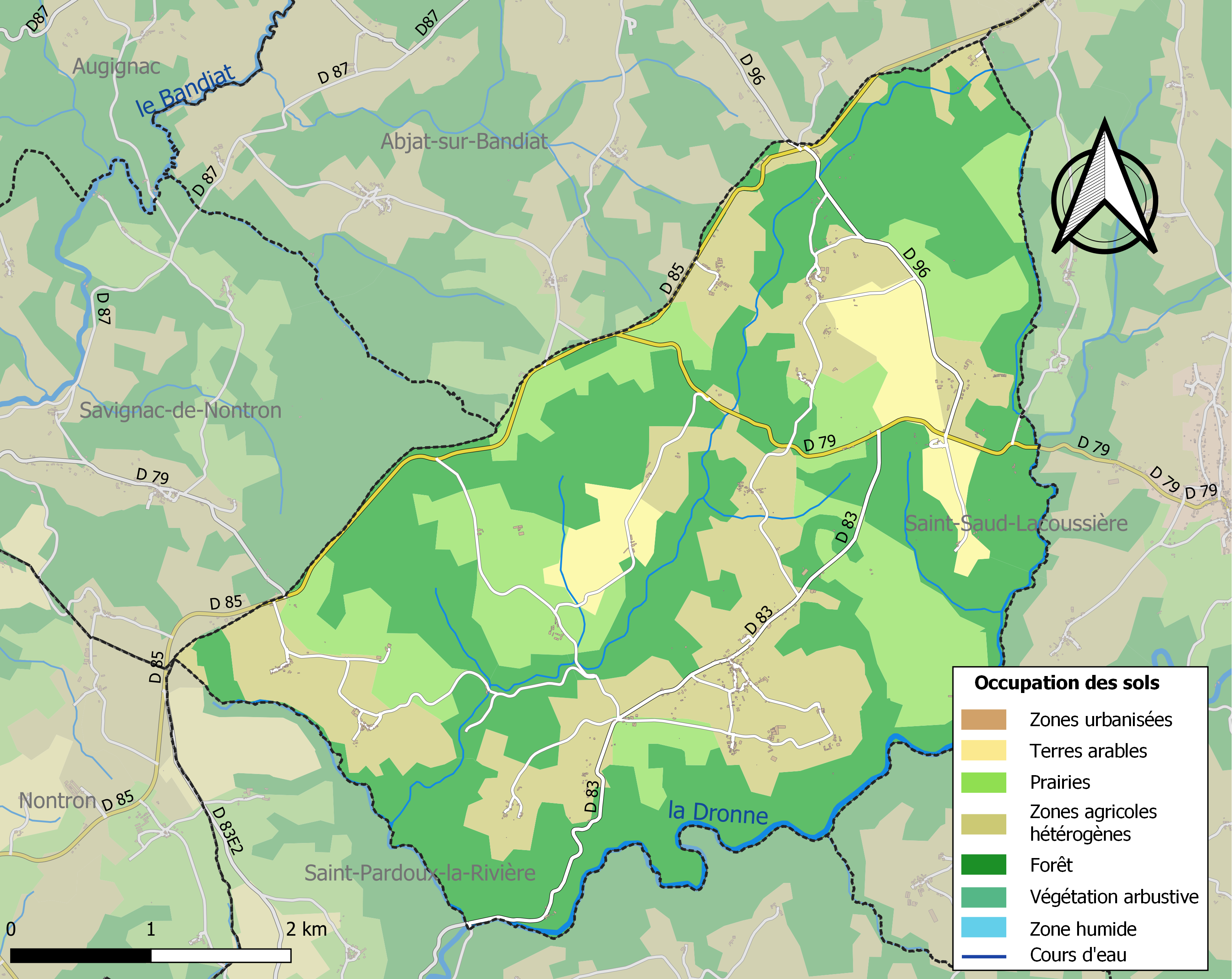
Carte des infrastructures et de l'occupation des sols de la commune en 2018 (CLC).

### Prévention des risques
Le territoire de la commune de Champs-Romain est vulnérable à différents aléas naturels : météorologiques (tempête, orage, neige, grand froid, canicule ou sécheresse), inondations, feux de forêts, mouvements de terrains et séisme (sismicité faible). Il est également exposé à un risque particulier : le risque de radon. Un site publié par le BRGM permet d'évaluer simplement et rapidement les risques d'un bien localisé soit par son adresse soit par le numéro de sa parcelle.

#### Risques naturels
Certaines parties du territoire communal sont susceptibles d’être affectées par le risque d’inondation par débordement de cours d'eau, notamment la Dronne. La commune a été reconnue en état de catastrophe naturelle au titre des dommages causés par les inondations et coulées de boue survenues en 1982 et 1999,.
Champs-Romain est exposée au risque de feu de forêt. L’arrêté préfectoral du 14 mars 2013 fixe les conditions de pratique des incinérations et de brûlage dans un objectif de réduire le risque de départs d’incendie. À ce titre, des périodes sont déterminées : interdiction totale du 15 février au 15 mai et du 15 juin au 15 octobre, utilisation réglementée du 16 mai au 14 juin et du 16 octobre au 14 février. En septembre 2020, un plan inter-départemental de protection des forêts contre les incendies (PidPFCI) a été adopté pour la période 2019-2029,.

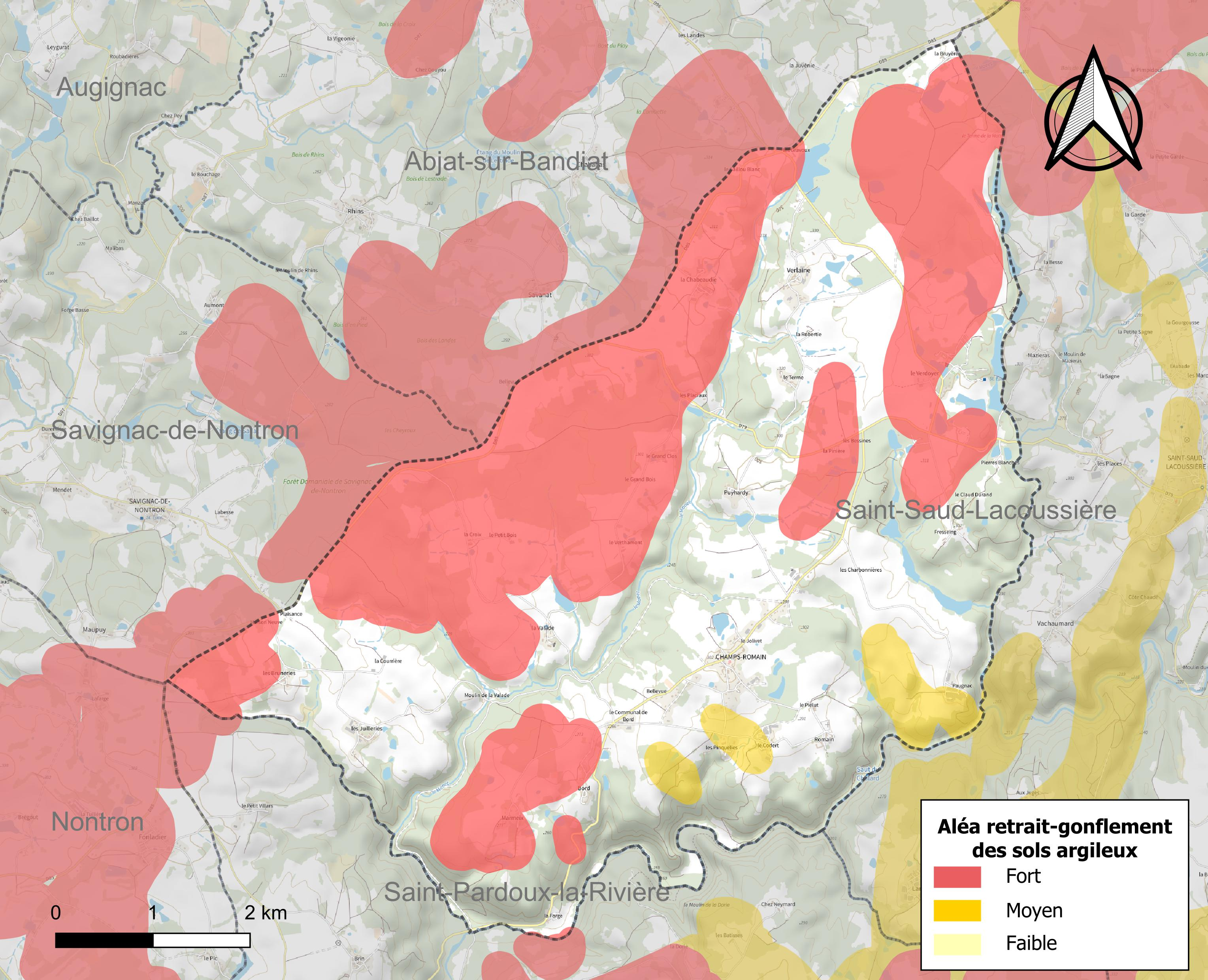
Carte des zones d'aléa retrait-gonflement des sols argileux de Champs-Romain.

Les mouvements de terrains susceptibles de se produire sur la commune sont des tassements différentiels. Le retrait-gonflement des sols argileux est susceptible d'engendrer des dommages importants aux bâtiments en cas d’alternance de périodes de sécheresse et de pluie. 44 % de la superficie communale est en aléa moyen ou fort (58,6 % au niveau départemental et 48,5 % au niveau national métropolitain). Depuis le 1er octobre 2020, en application de la loi ÉLAN, différentes contraintes s'imposent aux vendeurs, maîtres d'ouvrages ou constructeurs de biens situés dans une zone classée en aléa moyen ou fort,.
La commune a été reconnue en état de catastrophe naturelle au titre des dommages causés par la sécheresse en 2003 et par des mouvements de terrain en 1999.

#### Risque particulier
Dans plusieurs parties du territoire national, le radon, accumulé dans certains logements ou autres locaux, peut constituer une source significative d’exposition de la population aux rayonnements ionisants. Selon la classification de 2018, la commune de Champs-Romain est classée en zone 3, à savoir zone à potentiel radon significatif.

## Toponymie
En occitan, la commune porte le nom de Los Champs e Romenh.

## Histoire
En 1875, la commune de Romain prend le nom de Champs-Romain.

## Politique et administration

### Intercommunalité
Fin 1995, Champs-Romain intègre dès sa création la communauté de communes du Périgord vert. Celle-ci est dissoute au 31 décembre 2013 et remplacée au 1er janvier 2014 par la communauté de communes du Périgord vert nontronnais. Au 1er janvier 2017, celle-ci fusionne avec la communauté de communes du Haut-Périgord pour former la communauté de communes du Périgord Nontronnais.

### Administration municipale
La population de la commune étant comprise entre 100 et 499 habitants au recensement de 2017, onze conseillers municipaux ont été élus en 2020,.

### Liste des maires
| Période                                  | Période   | Identité            | Étiquette | Qualité          |
| ---------------------------------------- | --------- | ------------------- | --------- | ---------------- |
| Les données manquantes sont à compléter. |           |                     |           |                  |
|                                          |           |                     |           |                  |
| avant 1988                               | ?         | Jean-Pierre Biaussa |           |                  |
|                                          |           |                     |           |                  |
|                                          |           | Pierre Bonnard      |           |                  |
| mars 2001                                | mars 2008 | Élisabeth Bonnard   | DVD       |                  |
| mars 2008                                | mai 2020  | Guy Lastère         | SE        | Cadre à La Poste |
| mai 2020                                 | En cours  | Serge Viroulet      |           |                  |

## Équipements et services publics

### Enseignement
Début 2024, la commune de Champs-Romain est organisée en regroupement pédagogique intercommunal (RPI) avec les communes d'Abjat-sur-Bandiat et Saint-Saud-Lacoussière au niveau des classes de primaire ; il n'y plus d'école à Champs-Romain et les deux autres communes ont chacune deux classes.

### Justice
Dans le domaine judiciaire, Champs-Romain relève : 
- du tribunal judiciaire, du tribunal pour enfants, du conseil de prud'hommes et du tribunal de commerce de Périgueux ;
- du pôle Nationalité du tribunal judiciaire de Périgueux (compétent uniquement dans le domaine de la nationalité) ;
- de la cour d'appel, du tribunal administratif et de la  cour administrative d'appel de Bordeaux.

## Population et société

### Démographie
L'évolution du nombre d'habitants est connue à travers les recensements de la population effectués dans la commune depuis 1793. Pour les communes de moins de 10 000 habitants, une enquête de recensement portant sur toute la population est réalisée tous les cinq ans, les populations de référence des années intermédiaires étant quant à elles estimées par interpolation ou extrapolation. Pour la commune, le premier recensement exhaustif entrant dans le cadre du nouveau dispositif a été réalisé en 2007.

En 2022, la commune comptait 287 habitants, en évolution de −2,38 % par rapport à 2016 (Dordogne : +0,37 %, France hors Mayotte : +2,11 %).
| 1793 | 1800 | 1806 | 1821 | 1831 | 1836 | 1841 | 1846 | 1851 |
| ---- | ---- | ---- | ---- | ---- | ---- | ---- | ---- | ---- |
| 730  | 377  | 775  | 736  | 777  | 810  | 763  | 831  | 865  |

| 1856 | 1861 | 1866 | 1872 | 1876 | 1881 | 1886 | 1891 | 1896  |
| ---- | ---- | ---- | ---- | ---- | ---- | ---- | ---- | ----- |
| 713  | 715  | 841  | 762  | 764  | 833  | 920  | 974  | 1 030 |

| 1901  | 1906  | 1911 | 1921 | 1926 | 1931 | 1936 | 1946 | 1954 |
| ----- | ----- | ---- | ---- | ---- | ---- | ---- | ---- | ---- |
| 1 007 | 1 024 | 929  | 806  | 728  | 697  | 649  | 556  | 503  |

| 1962 | 1968 | 1975 | 1982 | 1990 | 1999 | 2006 | 2007 | 2012 |
| ---- | ---- | ---- | ---- | ---- | ---- | ---- | ---- | ---- |
| 433  | 410  | 373  | 332  | 331  | 328  | 318  | 317  | 308  |

| 2017 | 2022 | - | - | - | - | - | - | - |
| ---- | ---- | - | - | - | - | - | - | - |
| 286  | 287  | - | - | - | - | - | - | - |

### Manifestations culturelles et festivités
- Salon du livre du château Le Verdoyer (5e édition en juillet 2022[54]).

## Économie

### Emploi
En 2015, parmi la population communale comprise entre 15 et 64 ans, les actifs représentent 122 personnes, soit 40,5 % de la population municipale. Le nombre de chômeurs (seize) a fortement augmenté par rapport à 2010 (six) et le taux de chômage de cette population active s'établit à 12,9 %.

### Établissements
Au 31 décembre 2015, la commune compte quarante établissements, dont quinze au niveau des commerces, transports ou services, neuf dans l'agriculture, la sylviculture ou la pêche, neuf dans la construction, quatre dans l'industrie, et trois relatifs au secteur administratif, à l'enseignement, à la santé ou à l'action sociale.

## Culture locale et patrimoine

### Lieux et monuments

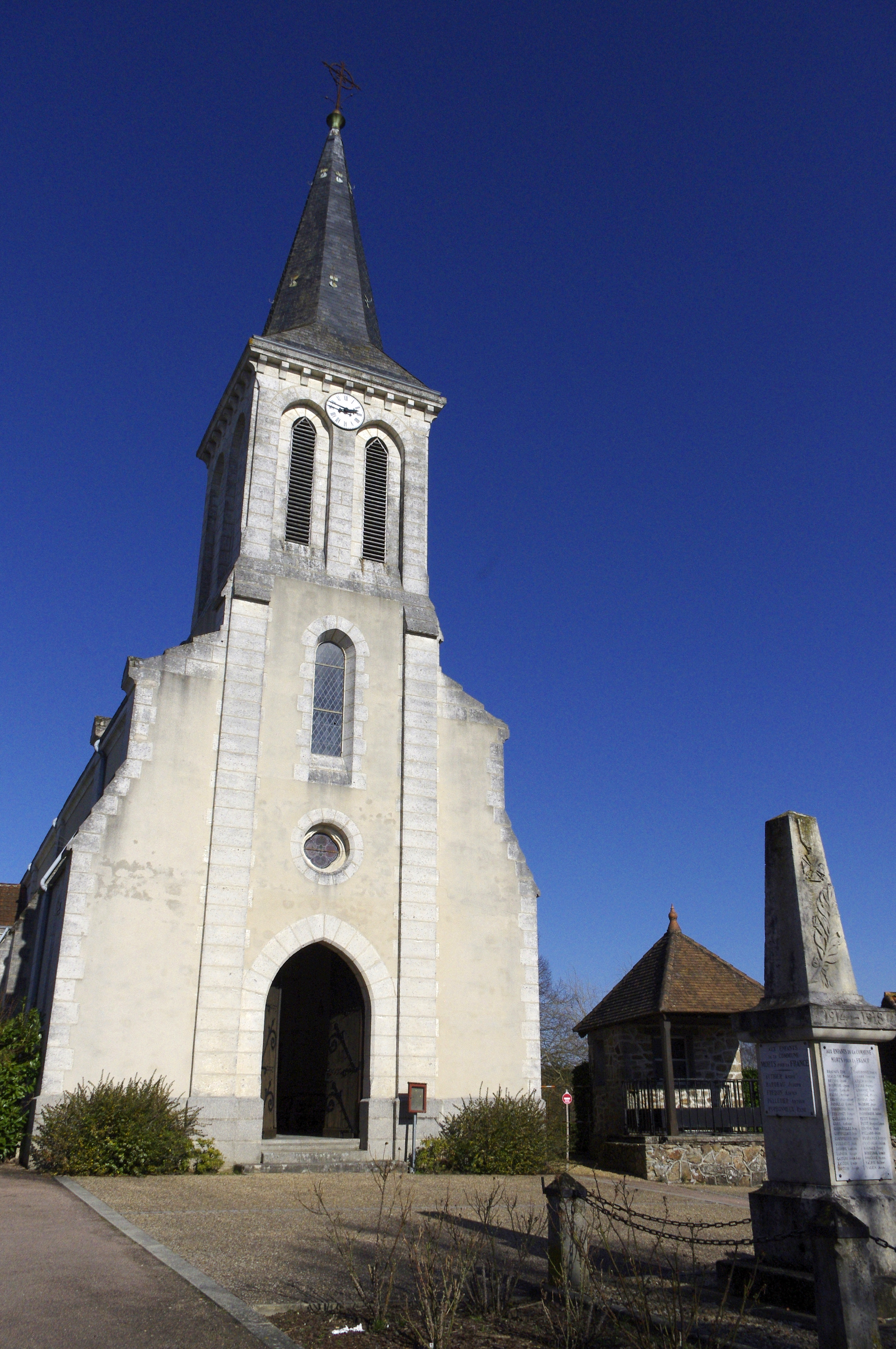
L'église et le monument aux morts.

- L'église Saint-Avit[58].
- Le saut du Chalard sur la Dronne.
- Le château du Verdoyer

## Héraldique
| Blason à dessiner | Blason  | Tiercé en chevron: au 1er d'azur à la tierce d'argent soutenue de deux étoiles d'argent adextrées d'un paon passant d'or et senestrées d'un lion du même lampassé de gueules, au 2e d'or au chevron d'azur chargé de trois tours d'argent, maçonnées de sable reliées entre elles par des jumelles d'argent posées dans le sens du chevron, au 3e d'argent à trois ancres de pourpre; le tout sommé d'un comble d'argent chargé de trois fleurs de lis d'or. |
| Blason à dessiner | Détails | * Il y a là non-respect de la règle de contrariété des couleurs : ces armes sont fautives (or sur argent). Le statut officiel du blason reste à déterminer. |

## Pour approfondir